# Michel Debatisse
Michel Debatisse est un syndicaliste agricole et homme politique français, né le 1er avril 1929 à Palladuc (Puy-de-Dôme) et mort le 11 juin 1997.
Dirigeant de la Jeunesse agricole chrétienne, il est considéré comme l'une des personnalités centrales du syndicalisme chrétien et paysan.

## Biographie

### Jeunesse et formation
Originaire du Forez en Auvergne, Michel Debatisse naît dans une famille d'agriculteurs installée à Palladuc (Puy-de-Dôme). Il y passe son certificat d’études et effectue son service militaire à Blida en Algérie de 1949 à 1950. Il est à la fois paysan et ouvrier en assurant le montage des couteaux à domicile, l’activité principale du bassin de Thiers.
En 1954, Michel Debatisse, âgé de 25 ans, reprend l’exploitation familiale de 14 hectares avec son frère cadet Felix.

### Syndicaliste agricole
Michel Debatisse a exercé diverses responsabilités de direction au sein des organisations syndicales agricoles françaises.
Il devient secrétaire général de la Jeunesse agricole chrétienne (JAC), en 1954,. De 1958 à 1963, il devient secrétaire général du Centre national des jeunes agriculteurs (CNJA). Enfin, il est secrétaire général entre 1966 et 1970, puis président, de 1971 à 1978, de la Fédération nationale des syndicats d'exploitants agricoles (FNSEA).
Son action syndicale ne sera pas toujours bien perçue, en particulier lors des années de luttes des agriculteurs du Larzac. En déclarant le 10 novembre 1971,  « Les paysans du Larzac savent concilier l'intérêt particulier et l'intérêt général », il prend nettement partie en faveur de l'extension du camp du Larzac, alors que les agriculteurs du Causse s'organisaient sur une base professionnelle et syndicale contre les expropriations.
De 1986 à 1995, il est président de la Sodiaal, coopérative détentrice des marques Yoplait et Candia.

### Fonctions ministérielles
Il a été secrétaire d’État aux Industries agricoles et alimentaires du gouvernement Raymond Barre (3), du 22 octobre 1979 au 13 mai 1981.

### Mandats parlementaires
Préféré au député sortant René Barnérias pour représenter la droite aux législatives de 1981 sur la cinquième circonscription du Puy-de-Dôme, il est battu par Maurice Adevah-Pœuf, maire de Thiers
Michel Debatisse a exercé plusieurs mandats de parlementaire européen comme membre du parti CDS, du 17 juillet 1979 au 24 octobre 1979, du 24 juillet 1984 au 24 juillet 1989 et du 6 avril 1992 au 18 juillet 1994.

## Vie privée
Il épouse Thérèse-Marie Verdonck (16 juin 1926 Bailleul - 27 novembre 2021 Vichy), secrétaire générale de la Jeunesse agricole catholique féminine, à Bailleul (Nord) le 14 avril 1956. Ils ont ensemble une fille née en 1957. Par son mariage avec Odile Verdonck, soeur de Thérèse, Lucien Douroux (né à Saint-Rémy-sur-Durolle), qui deviendra directeur de la Caisse Nationale de Crédit Agricole est le beau-frère de Michel Debatisse.

## Ouvrages
- La Révolution silencieuse - Le combat des paysans, Calmann-levy, 1963,
- Paysans dans la burle, Economica, 1983  (ISBN 978-2717825848)
- Le Projet paysan, Le Seuil, 1983  (ISBN 978-2020064590),
- L'Agriculture, Economica, 1986,  (ISBN 978-2717810394),